# Admir Mehmedi
Admir Mehmedi (Gostivar, RFS Yugoslavia, 16 de marzo de 1991) es un exfutbolista suizo que jugaba de centrocampista.

## Selección nacional

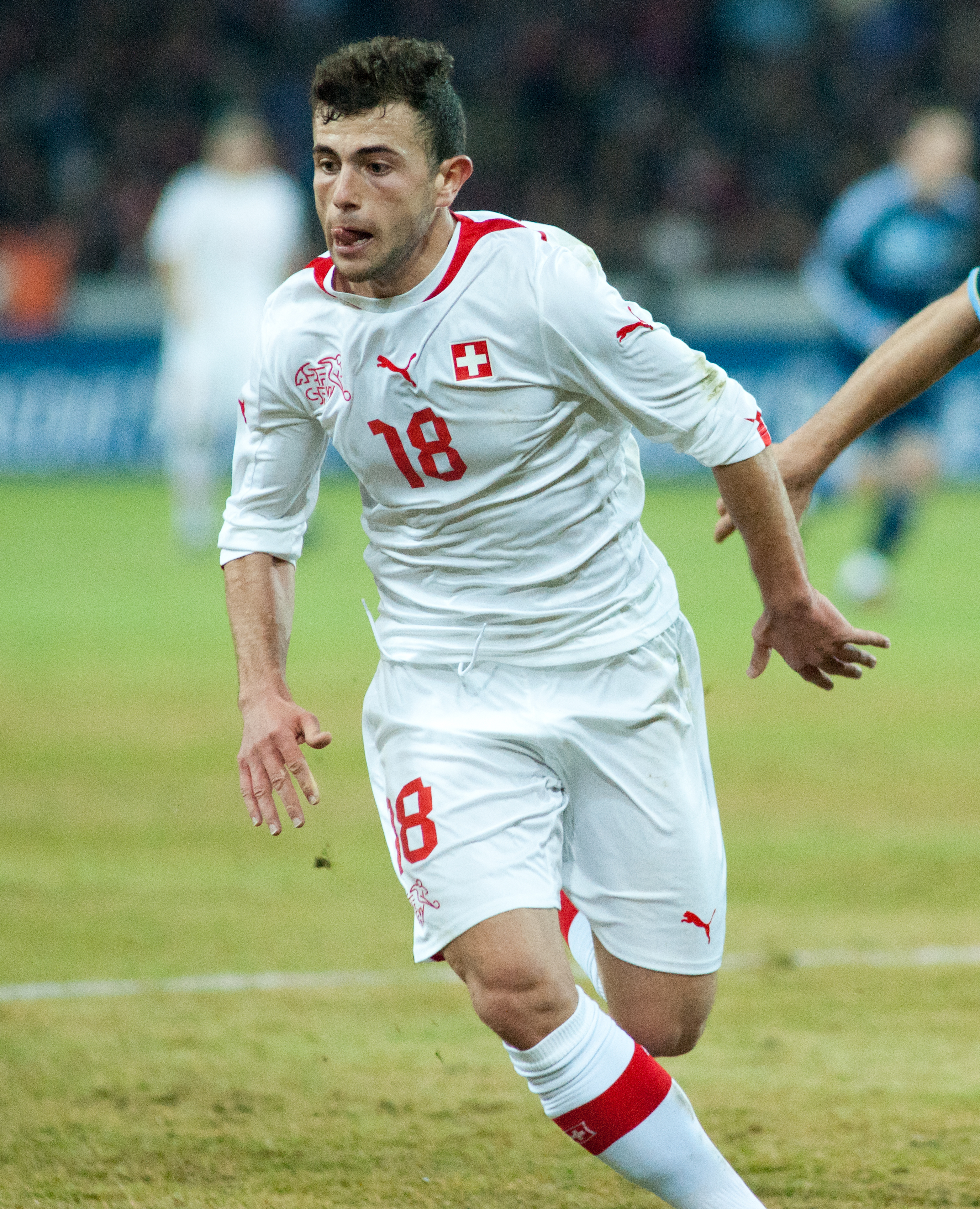
Mehmedi jugando para la selección de fútbol de Suiza.

El 13 de mayo de 2014 el entrenador de la selección de Suiza, Ottmar Hitzfeld, lo incluyó en la lista oficial de 23 jugadores convocados para afrontar la Copa Mundial de Fútbol de 2014.

### Participaciones en Copas del Mundo
| Mundial                        | Sede   | Resultado        |
| ------------------------------ | ------ | ---------------- |
| Copa Mundial de Fútbol de 2014 | Brasil | Octavos de final |

## Clubes
| Club                 | País     | Año       | Partidos | Goles |
| -------------------- | -------- | --------- | -------- | ----- |
| F. C. Zürich         | Suiza    | 2008-2012 | 109      | 29    |
| F. C. Dinamo de Kiev | Ucrania  | 2012-2013 | 31       | 1     |
| S. C. Friburgo       | Alemania | 2013-2015 | 72       | 20    |
| Bayer 04 Leverkusen  | Alemania | 2015-2018 | 86       | 13    |
| VfL Wolfsburgo       | Alemania | 2018-2022 | 84       | 13    |
| Antalyaspor          | Turquía  | 2022-2023 | 20       | 1     |

## Palmarés

### Títulos nacionales
| Título             | Club         | País  | Año  |
| ------------------ | ------------ | ----- | ---- |
| Superliga de Suiza | F. C. Zürich | Suiza | 2009 |